# Jogadoras de Futsal do Sport Lisboa e Benfica
Esta é uma lista de jogadoras de Futsal do Sport Lisboa e Benfica, organizada por época, complementando a página do plantel atual. Em cada época, é feito um resumo das principais conquistas e apresentada uma tabela com os dados estatísticos das competições oficiais.

## Época

### 2016-17
Na época 2016-17, a equipa venceu pela primeira vez todas as competições nacionais em que está inserida, conquistando o "triplete" (Campeonato Nacional, Taça de Portugal e Supertaça Portuguesa). 

#### Plantel
A constituição do plantel para a época 2016-17 era:
| Nº | Nome                       | Posição      | Idade   | País     | Equipa Anterior       |
| -- | -------------------------- | ------------ | ------- | -------- | --------------------- |
| 1  | Ana Catarina               | Guarda-Redes | 24 anos | Portugal | SL Benfica            |
| 12 | Bety Delgado               | Guarda-Redes | 25 anos | Portugal | Quinta dos Lombos     |
| 16 | Patrícia Mexia             | Guarda-Redes | 18 anos | Portugal | Sporting (Juniores)   |
| 5  | Cláudia Costa              | Fixo         | 19 anos | Portugal | SL Benfica (Juniores) |
| 11 | Cláudia Pereira (Nina)     | Fixo         | 23 anos | Portugal | Quinta dos Lombos     |
| 6  | Inês Fernandes (C)         | Universal    | 27 anos | Portugal | SL Benfica            |
| 4  | Cátia Tavares              | Ala          | 20 anos | Portugal | Leões de Porto Salvo  |
| 8  | Janice Silva               | Ala          | 19 anos | Portugal | SL Benfica            |
| 9  | Ana Sofia Gonçalves (Fifó) | Ala          | 16 anos | Portugal | SL Benfica (Juniores) |
| 10 | Sara Ferreira              | Ala          | 24 anos | Portugal | SL Benfica            |
| 15 | Margarida Alves            | Ala          | 19 anos | Portugal | Quinta dos Lombos     |
| 17 | Maria Pereira              | Ala          | 21 anos | Portugal | Quinta dos Lombos     |
| 20 | Raquel Santos              | Ala          | 18 anos | Portugal | Os Paulenses          |
| 14 | Débora Lavrador            | Pivot        | 21 anos | Portugal | SL Benfica            |
| 99 | Rafaela Dal'Maz            | Pivot        | 26 anos | Brasil   | SL Benfica            |

#### Estatística
No que respeita à estatística em competições oficiais (Campeonato Nacional, Taça de Portugal e Supertaça Portuguesa), a estatística encontra-se resumida na tabela abaixo.
| Competição       | Resultado | J  | V  | E | D | DG    |
| ---------------- | --------- | -- | -- | - | - | ----- |
| Ap. Campeão      | Vencedor  | 14 | 12 | 1 | 1 | 75-19 |
| Camp. Zona Sul   | Vencedor  | 14 | 13 | 0 | 1 | 72-8  |
| Taça de Portugal | Vencedor  | 5  | 5  | 0 | 0 | 21-8  |
| Supertaça        | Vencedor  | 1  | 0  | 1 | 0 | 7-7   |

 J - Jogos; V - Vitórias; E - Empates; D - Derrotas; DG - Diferença de golos 

### 2017-18
| Nº | Nome                       | Posição      | Idade   | País     | Equipa Anterior       |
| -- | -------------------------- | ------------ | ------- | -------- | --------------------- |
| 1  | Ana Catarina               | Guarda-Redes | 24 anos | Portugal | SL Benfica            |
| 2  | Cláudia Lobo               | Pivot        | 23 anos | Portugal | Louriçal              |
| 4  | Cátia Tavares              | Ala          | 20 anos | Portugal | Leões de Porto Salvo  |
| 5  | Cláudia Costa              | Fixo         | 19 anos | Portugal | SL Benfica (Juniores) |
| 6  | Inês Fernandes (C)         | Universal    | 27 anos | Portugal | SL Benfica            |
| 8  | Janice Silva               | Ala          | 19 anos | Portugal | SL Benfica            |
| 9  | Ana Sofia Gonçalves (Fifó) | Ala          | 16 anos | Portugal | SL Benfica (Juniores) |
| 10 | Sara Ferreira              | Ala          | 24 anos | Portugal | SL Benfica            |
| 11 | Cláudia Pereira (Nina)     | Fixo         | 23 anos | Portugal | Quinta dos Lombos     |
| 12 | Bety Delgado               | Guarda-Redes | 25 anos | Portugal | Quinta dos Lombos     |
| 13 | Débora Venâncio            | Fixo         | 22 anos | Portugal | At. Povoense          |
| 16 | Patrícia Mexia             | Guarda-Redes | 18 anos | Portugal | Sporting (Juniores)   |
| 17 | Maria Pereira              | Ala          | 21 anos | Portugal | Quinta dos Lombos     |
| 20 | Raquel Santos              | Ala          | 18 anos | Portugal | Os Paulenses          |
| 21 | Ana Alves                  | Pivot        | 25 anos | Portugal | Lazio                 |

## Antigas Jogadoras
- Alina Rosa
- Ana Carvalho Dias (de 2004/05 a 2011/12)
- Barbara Paulino
- Carla Batista
- Carla Oliveira
- Catarina Cancêls Cardoso (de 2004/05 a 2009/10)
- Catarina Henriques
- Cheila Freire
- Débora Lavrador (de 2015/16 a 2016/17)
- Guida Guerreiro
- Eliana Rosa
- Érica Pereira (de 2010/11 a 2014/15)
- Fernanda Ramos
- Joana Marques
- Joana Sofia Monteiro Gonçalves
- Leonor Vasques
- Liane Silva (GR)
- Luísa "Lila" Marques
- Margarida Alves
- Maria Odete (GR)
- Marisa Lima
- Marta Antas
- Rita Martins (de 2004/05 a 2010/11 e 2011/12 a 2014/15)
- Rute Botas
- Sílvia Leitão
- Sílvia Valoroso
- Solange Cortez
- Sofia Vieira
- Sónia Dias
- Sónia Matias
- Susana Martins (GR)
- Tânia Marques (GR)
- Vanessa Gonçalves (GR)
- Vânia Sanches (GR)